# Thalattoscopus spinosus
Thalattoscopus spinosus är en insektsart som beskrevs av Knight och Webb 1986. Thalattoscopus spinosus ingår i släktet Thalattoscopus och familjen dvärgstritar. Inga underarter finns listade i Catalogue of Life.